# Lente (Van Logteren)
Lente is een beeld dat tentoongesteld wordt in de Rijksmuseumtuinen, Amsterdam onder inventarisatienummer BK-NM-8672.
De lente wordt hier weergegeven in de vorm van Flora, omringd door bloemen. Zij staat met een gestrekt rechterbeen en platte voet op de plint. Het linkerbeen is enigszins gebogen, waardoor alleen de linkertenen de grond raken. Opvallend is dat voor de voet een uitstulping is gemaakt aan de plint. In de geheven rechterhand heeft ze een bloemenkrans. Andere bloemen zijn te zien op haar mantelstuk dat zij vasthoudt met haar linkerhand. Ze is verder gekleed in een gegord dun kleed, dat de borsten vrijlaat. De plint heeft ook aan de andere zijde een uitstulping; hierop staat een bloempot met bloemen. Flora kijkt naar rechts.
Het beeld is gemaakt door (het atelier van) Ignatius van Logteren. Het beeld werd in 1888 door Sophia Adriana de Bruijn, kunstverzamelaar, geschonken aan het Rijksmuseum, aldus bijgeplaatst bordje. Het beeld van 521 kilogram Bentheimer zandsteen staat op een grondvlak van 43 bij 43 centimeter. Het beeld kwam in een serie van beeltenissen van jaargetijden. Herfst, Zomer en Lente staan in de tuinen van het Rijksmuseum. Winter is verloren gegaan dan wel zoek geraakt.